# Myrioblephara eoduplexa
Myrioblephara eoduplexa är en fjärilsart som beskrevs av Eugen Wehrli 1943. Myrioblephara eoduplexa ingår i släktet Myrioblephara och familjen mätare. Inga underarter finns listade i Catalogue of Life.